# Кукоч, Тони
Тони Кукоч (хорв. Toni Kukoč; род. 18 сентября 1968, Сплит) — югославский и хорватский баскетболист. Играл в основном на позиции лёгкого форварда, также эффективно выступал на позиции тяжёлого форварда. Один из первых европейцев, добившихся значительных успехов в Национальной баскетбольной ассоциации. Кукоч играл за четыре команды НБА с 1993 по 2006 год, получив награду Лучший шестой игрок НБА. В составе «Чикаго Буллз» трижды становился чемпионом НБА, в составе БК «Сплит» трижды становился победителем Евролиги. Выступал за баскетбольные сборные Югославии и Хорватии. Член Зала славы ФИБА с 2017 года, и член баскетбольного зала славы с 2021 года.
Кукоч и Василис Спанулис являются единственными игроками в истории, которые трижды получали звание «Самый ценный игрок Финала четырёх Евролиги».

## Биография

### Карьера в Европе
Тони Кукоч родился и вырос в хорватском городе Сплит. Там же он и стал заниматься баскетболом, в 1987 году стал профессионально выступать за местную «Югопластику» (ныне БК «Сплит»). В конце 1980-х годов Кукоч и Дино Раджа стали лидерами этой команды, которая четыре года подряд побеждала в чемпионате Югославии и три года подряд выигрывала Евролигу. В 1988 году Кукоч стал серебряным призёром Олимпийских игр в Сеуле в составе сборной Югославии, в то время одной из сильнейших сборных мира. После успеха югославской сборной клубы Национальной баскетбольной ассоциации, где иностранцы ранее не добивались больших успехов, проявили интерес к её лидерам. Так, на драфте НБА 1989 года были выбраны Дражен Петрович, Владе Дивац, Дино Раджа, через год во втором раунде драфта под общим 29-м номером Кукоча выбрал клуб «Чикаго Буллз», к тому времени ещё ни разу не побеждавший в чемпионате НБА и не имевший широкой международной известности.
Кукоч не стал переезжать в США сразу после драфта, а продолжил выступать в Европе. В 1990 году сборная Югославии выиграла чемпионат мира, проходивший в Аргентине, где Кукоч был признан самым ценным игроком. Также в 1989 и 1991 годах он в составе югославской сборной становился чемпионом Европы. В 1991 году, после распада Югославии, Тони переехал в Италию, где два сезона выступал за команду «Бенеттон» из Тревизо, с которой выиграл чемпионат и кубок Италии, а также помог в 1993 году дойти до финала Евролиги. В составе сборной Хорватии в 1992 году Кукоч вновь стал серебряным призёром Олимпийских игр, на которых хорваты достойно выступили, уступив лишь знаменитой Dream team, сборной США, составленной из звёзд НБА.

### Карьера в НБА
В 1993 году Кукоч наконец присоединился к «Чикаго Буллз». Эта команда три года подряд (1991—1993) выигрывала чемпионат НБА, но в 1993 году потеряла своего лучшего игрока, Майкла Джордана, решившего уйти из баскетбола. Свой первый сезон в «Буллз» Кукоч начал в качестве резервного игрока, подменяющего лёгкого форварда Скотти Пиппена и тяжёлого форварда Хораса Гранта, хотя благодаря своей универсальности Тони играл также на позициях центрового и атакующего защитника. По итогам своего первого сезона Кукоч был включён во вторую сборную новичков НБА. В следующем сезоне с уходом Гранта из команды хорват получил место в стартовой пятёрке и был вторым в команде по количеству очков, подборов и передач в среднем за игру после Пиппена.
В сезоне 1995/1996 в Чикаго вернулся Майкл Джордан, а также «Буллз» получили в свои ряды Денниса Родмана, выдающегося оборонительного игрока, специалиста по подборам. В результате Кукоч вновь стал игроком, выходящим со скамейки запасных, однако тренер Фил Джексон давал ему много игрового времени, в результате чего Кукоч был третьим игроком в команде по результативности после Джордана и Пиппена, а в 1996 году хорват был признан лучшим шестым игроком в НБА. В 1996, 1997 и 1998 годах «Буллз» побеждали в чемпионате НБА, и Тони Кукоч был важной частью этой команды.
В 1998 году, после третьего подряд чемпионства, «Буллз» покинули Джордан, Пиппен, Родман и тренер Фил Джексон. Кукоч был одним из немногих оставшихся в команде игроков чемпионского состава и стал её главной звездой. В укороченном из локаута сезоне 1998/1999 он был лучшим игроком «Буллз» по очкам, подборам и передачам. В середине сезона 1999/2000 продолжавшая перестроение состава чикагская команда обменяла Тони в «Филадельфию-76». Через год Кукоч оказался в клубе «Атланта Хокс», ещё через полтора года — в «Милуоки Бакс». За «Бакс» он играл на протяжении четырёх сезонов.
В 2006 году Тони Кукоч завершил баскетбольную карьеру и поселился в городе Хайленд-Парк, штат Иллинойс. В 2011 году стал чемпионом Хорватии по гольфу.

## Статистика

### Статистика в НБА
| Сезон                                                                                    | Команда     | Регулярный сезон | Регулярный сезон | Регулярный сезон | Регулярный сезон | Регулярный сезон | Регулярный сезон | Регулярный сезон | Регулярный сезон | Регулярный сезон | Регулярный сезон | Регулярный сезон | Серия плей-офф | Серия плей-офф | Серия плей-офф | Серия плей-офф | Серия плей-офф | Серия плей-офф | Серия плей-офф | Серия плей-офф | Серия плей-офф | Серия плей-офф | Серия плей-офф |
| Сезон                                                                                    | Команда     | GP               | GS               | MPG              | FG%              | 3P%              | FT%              | RPG              | APG              | SPG              | BPG              | PPG              | GP             | GS             | MPG            | FG%            | 3P%            | FT%            | RPG            | APG            | SPG            | BPG            | PPG            |
| ---------------------------------------------------------------------------------------- | ----------- | ---------------- | ---------------- | ---------------- | ---------------- | ---------------- | ---------------- | ---------------- | ---------------- | ---------------- | ---------------- | ---------------- | -------------- | -------------- | -------------- | -------------- | -------------- | -------------- | -------------- | -------------- | -------------- | -------------- | -------------- |
| 1993/94                                                                                  | Чикаго      | 75               | 8                | 24,1             | 43,1             | 27,1             | 74,3             | 4,0              | 3,4              | 1,1              | 0,4              | 10,9             | 10             | 0              | 19,4           | 44,8           | 42,1           | 73,5           | 4,0            | 3,6            | 0,5            | 0,3            | 9,3            |
| 1994/95                                                                                  | Чикаго      | 81               | 55               | 31,9             | 50,4             | 31,3             | 74,8             | 5,4              | 4,6              | 1,3              | 0,2              | 15,7             | 10             | 10             | 37,2           | 47,7           | 43,8           | 69,2           | 6,8            | 5,7            | 1,0            | 0,2            | 13,8           |
| 1995/96                                                                                  | Чикаго      | 81               | 20               | 26,0             | 49,0             | 40,3             | 77,2             | 4,0              | 3,5              | 0,8              | 0,3              | 13,1             | 15             | 5              | 29,3           | 39,1           | 19,1           | 83,8           | 4,2            | 3,9            | 0,9            | 0,3            | 10,8           |
| 1996/97                                                                                  | Чикаго      | 57               | 15               | 28,2             | 47,1             | 33,1             | 77,0             | 4,6              | 4,5              | 1,1              | 0,5              | 13,2             | 19             | 0              | 22,3           | 36,0           | 35,8           | 70,7           | 2,8            | 2,8            | 0,7            | 0,1            | 7,9            |
| 1997/98                                                                                  | Чикаго      | 74               | 53               | 30,2             | 45,5             | 36,2             | 70,8             | 4,4              | 4,2              | 1,0              | 0,5              | 13,3             | 21             | 17             | 30,3           | 48,6           | 37,7           | 64,5           | 3,9            | 2,9            | 1,2            | 0,5            | 13,1           |
| 1998/99                                                                                  | Чикаго      | 44               | 44               | 37,6             | 42,0             | 28,5             | 74,0             | 7,0              | 5,3              | 1,1              | 0,3              | 18,8             | Не участвовал  | Не участвовал  | Не участвовал  | Не участвовал  | Не участвовал  | Не участвовал  | Не участвовал  | Не участвовал  | Не участвовал  | Не участвовал  | Не участвовал  |
| 1999/00                                                                                  | Чикаго      | 24               | 23               | 36,2             | 38,1             | 23,1             | 76,1             | 5,4              | 5,2              | 1,8              | 0,8              | 18,0             | Не участвовал  | Не участвовал  | Не участвовал  | Не участвовал  | Не участвовал  | Не участвовал  | Не участвовал  | Не участвовал  | Не участвовал  | Не участвовал  | Не участвовал  |
| 1999/00                                                                                  | Филадельфия | 32               | 8                | 28,6             | 43,8             | 28,9             | 67,3             | 4,5              | 4,4              | 1,0              | 0,3              | 12,4             | 10             | 0              | 25,7           | 38,7           | 32,4           | 58,8           | 3,7            | 1,7            | 1,0            | 0,3            | 9,3            |
| 2000/01                                                                                  | Филадельфия | 48               | 5                | 20,4             | 45,8             | 41,0             | 59,1             | 3,4              | 1,9              | 0,7              | 0,1              | 8,0              | Не участвовал  | Не участвовал  | Не участвовал  | Не участвовал  | Не участвовал  | Не участвовал  | Не участвовал  | Не участвовал  | Не участвовал  | Не участвовал  | Не участвовал  |
| 2000/01                                                                                  | Атланта     | 17               | 14               | 36,4             | 49,2             | 48,1             | 68,1             | 5,7              | 6,2              | 0,8              | 0,3              | 19,7             | Не участвовал  | Не участвовал  | Не участвовал  | Не участвовал  | Не участвовал  | Не участвовал  | Не участвовал  | Не участвовал  | Не участвовал  | Не участвовал  | Не участвовал  |
| 2001/02                                                                                  | Атланта     | 59               | 9                | 25,3             | 41,9             | 31,0             | 71,2             | 3,7              | 3,5              | 0,8              | 0,3              | 9,9              | Не участвовал  | Не участвовал  | Не участвовал  | Не участвовал  | Не участвовал  | Не участвовал  | Не участвовал  | Не участвовал  | Не участвовал  | Не участвовал  | Не участвовал  |
| 2002/03                                                                                  | Милуоки     | 63               | 0                | 27,0             | 43,2             | 36,1             | 70,6             | 4,2              | 3,7              | 1,3              | 0,5              | 11,6             | 6              | 0              | 30,7           | 49,2           | 37,9           | 70,0           | 4,2            | 3,7            | 2,2            | 0,2            | 14,8           |
| 2003/04                                                                                  | Милуоки     | 73               | 0                | 20,8             | 41,7             | 29,2             | 72,9             | 3,7              | 2,7              | 0,8              | 0,3              | 8,4              | 5              | 0              | 21,0           | 50,0           | 33,3           | 50,0           | 2,8            | 0,8            | 0,6            | 0,4            | 8,4            |
| 2004/05                                                                                  | Милуоки     | 53               | 6                | 20,7             | 41,0             | 36,2             | 72,1             | 3,0              | 3,0              | 0,7              | 0,2              | 5,6              | Не участвовал  | Не участвовал  | Не участвовал  | Не участвовал  | Не участвовал  | Не участвовал  | Не участвовал  | Не участвовал  | Не участвовал  | Не участвовал  | Не участвовал  |
| 2005/06                                                                                  | Милуоки     | 65               | 0                | 15,7             | 38,9             | 30,6             | 71,4             | 2,3              | 2,1              | 0,5              | 0,3              | 4,9              | 3              | 0              | 17,6           | 57,1           | 62,5           | 50,0           | 1,7            | 3,0            | 0,3            | 0,0            | 7,3            |
|                                                                                          | Всего       | 846              | 260              | 26,3             | 44,7             | 33,5             | 72,9             | 4,2              | 3,7              | 1,0              | 0,3              | 11,6             | 99             | 32             | 26,9           | 44,0           | 34,2           | 69,7           | 3,9            | 3,2            | 1,0            | 0,3            | 10,7           |
| Наведите курсор мыши на аббревиатуры в заголовке таблицы, чтобы прочесть их расшифровку. |             |                  |                  |                  |                  |                  |                  |                  |                  |                  |                  |                  |                |                |                |                |                |                |                |                |                |                |                |

## Достижения
Командные
- Серебряный призёр Олимпийских игр 1988 (сборная Югославии) и 1992 (сборная Хорватии) годов
- Чемпион мира 1990 года
- Бронзовый призёр чемпионата мира 1994 года
- Чемпион Европы 1989 и 1991 годов
- Бронзовый призёр чемпионатов Европы 1987 и 1995 годов
- Чемпион Югославии 1988, 1989, 1990 и 1991 годов
- Обладатель Кубка Югославии 1990 и 1991 годов
- Победитель Евролиги в сезонах 1988/1989, 1989/1990, 1990/1991
- Чемпион Италии 1992 года
- Обладатель Кубка Италии 1993 года
- Чемпион НБА в сезонах 1995/1996, 1996/1997, 1997/1998

Личные
- Лучший шестой игрок НБА 1996 года
- Мистер Европа (лучший европейский баскетболист по версии итальянского журнала Superbasket) в 1990, 1991, 1992 и 1996 годах
- Приз Евроскар (лучший европейский баскетболист по версии итальянской газеты La Gazzetta dello Sport) в 1990, 1991, 1994, 1996 и 1998 годах
- Самый ценный игрок чемпионата мира 1990 года
- Самый ценный игрок чемпионата Европы 1991 года
- Самый ценный игрок Финала четырёх Евролиги 1990, 1991 и 1993 годов
- Включён во вторую сборную новичков НБА в 1994 году
- Включён в число 50 человек, внёсших наибольший вклад в развитие Евролиги (2008)
- Включён в Зал славы ФИБА в 2017 году